# Joe Ryan
Joe Ryan (Contea di Crook, 23 maggio 1887 – Riverside, 23 dicembre 1944) è stato un attore statunitense dell'epoca del muto specializzato nel genere western.

## Filmografia
- The Hand of the Law - cortometraggio (1913)
- The Range War, regia di Otis Thayer - cortometraggio
- The Ace of Diamonds, regia di Otis Thayer - cortometraggio (1914)
- Pirates of the Plains, regia di Otis Thayer - cortometraggio (1914)
- The Test of Western Courage - cortometraggio (1914)
- The Romance of Copper Gulch, regia di Otis Thayer - cortometraggio (1914)
- Mesquite Pete's Fortune, regia di Webster Cullison - cortometraggio (1914)
- For His Father's Life - cortometraggio (1914)
- The Man Who Came Back, regia di Webster Cullison - cortometraggio (1914)
- Making Good, regia di Tom Mix - cortometraggio (1916)
- Trilby's Love Disaster, regia di Tom Mix - cortometraggio (1916)
- Along the Border, regia di Tom Mix - cortometraggio (1916)
- Too Many Chefs, regia di Tom Mix - cortometraggio (1916)
- The Man Within, regia di Tom Mix - cortometraggio (1916)
- The Sheriff's Duty, regia di Tom Mix - cortometraggio (1916)
- 5,000 Dollar Elopement (o Five Thousand-Dollar Elopement), regia di Tom Mix - cortometraggio (1916)
- $5,000 Reward, regia di Tom Mix (1916)
- Crooked Trails, regia di Tom Mix - cortometraggio (1916)
- Going West to Make Good, regia di Tom Mix - cortometraggio (1916)
- The Cowpuncher's Peril, regia di Tom Mix - cortometraggio (1916)
- Taking a Chance, regia di Tom Mix - cortometraggio (1916)
- The Girl of Gold Gulch, regia di Tom Mix - cortometraggio (1916)
- Some Duel, regia di Tom Mix - cortometraggio (1916)
- Legal Advice, regia di Tom Mix - cortometraggio (1916)
- Shooting Up the Movies, regia di Tom Mix - cortometraggio (1916)
- Local Color on the A-1 Ranch, regia di Tom Mix - cortometraggio (1916)
- An Angelic Attitude, regia di Tom Mix - cortometraggio (1916)
- A Western Masquerade, regia di Tom Mix - cortometraggio (1916)
- The Pony Express Rider, regia di Tom Mix - cortometraggio (1916)
- A Corner in Water, regia di Tom Mix - cortometraggio (1916)
- The Canby Hill Outlaws, regia di Tom Mix - cortometraggio (1916)
- The Wrath of Cactus Moore, regia di William V. Mong - cortometraggio (1917)
- A Close Call, regia di Tom Mix - cortometraggio (1916)
- The End of the Rainbow
- Tom's Sacrifice, regia di Tom Mix - cortometraggio (1916)
- A Darling in Buckskin, regia di William V. Mong - cortometraggio (1917)
- The Fighting Trail
- The Girl Angle
- The Tenderfoot, regia di William Duncan (1917)
- A Fight for Millions: Episode No. 1, The Snare, regia di William Duncan
- Man of Might
- Hidden Dangers, regia di William Bertram - serial cinematografico (1920)
- The Passing of Black Eagle
- The Purple Riders, regia di William Bertram - serial cinematografico (1922)
- Smashing Barriers
- Lone Fighter, regia di Albert Russell (1923)
- The Vanishing American
- Il fratello minore
- The Thrill Hunter
- Mesquite Buckaroo, regia di Harry S. Webb (1939)